# Watertoren (Groningen Hereweg)
De Watertoren Hereweg in Groningen was een watertoren die in 1970 is gesloopt. Deze watertoren stond aan de Hereweg, op de plek waar sinds 1975 het Joods Monument staat.
De watertoren was ontworpen door de Dresder waterbouwkundig ingenieur B.A. Salbach en werd gebouwd in 1880 in opdracht van de NV De Groninger Waterleiding. De plek was bepaald door de gemeente Groningen en lag in de toen nog te realiseren zuidelijke uitbreiding van het Sterrebos, dat tegelijkertijd werd ontworpen door Louis Paul Zocher. Door de bouw van de toren was Zocher gedwongen om zijn ontwerp voor een centrale vijver in het bos een stuk te verkleinen. De toren had een hoogte van 34,80 meter en een waterreservoir van 675 m³. 
Nadat de toren zijn functie had verloren is deze dus in 1970 gesloopt.
Delfzijl · 
Groningen
(Hereweg ·
Hofstede de Grootkade ·
Noorderbinnensingel) ·
Oude Pekela ·
Stadskanaal ·
Wagenborgen ·
Winschoten